# Église Saint-André de Cormolain
Pour les articles homonymes, voir Église Saint-André.
L'église Saint-André est une église catholique située à Cormolain dans le département français du Calvados en région Normandie. Datant du XIVe siècle, elle est partiellement inscrite au titre des Monuments historiques.

## Localisation
L'église est située dans le département français du Calvados, dans le bourg de Cormolain.

## Historique
Le clocher est inscrit au titre des Monuments historiques depuis le 31 mai 1927.